# 馬蘭奴
马兰奴（英語：Mario Bulfone，1935年5月15日—2016年12月9日），本名马里奥·米兰诺（英語：Mario Milano），是一名职业摔跤手，最开始在委内瑞拉发展，随后又在日本、澳大利亚等国家进行参赛。

## 摔跤手生涯
出生于意大利，不过在委内瑞拉长大，并与1953年开始进行摔跤比赛。不过当时他十八岁，而当时因为禁止十九岁的人夜晚出行，于是他为了避免麻烦，所以他经常戴着面具参赛，直到20岁为止。
1962年移居美国，1963年与Jackie Fargo获得AWA Southern Tag Team Championship比赛冠军，而这正是他的生涯的第一次得到冠军。不过一个月后，其冠军的为止被别人夺得，随后在12月末，他又重新获得冠军。并在之后的比赛得到过多次的冠军。
后在1967年移居澳大利亚。并在1983年退役。
之后在2016年12月在澳大利亚过世。

## 电影事业
- 在1972年，其在电影《马永贞》饰演俄罗斯大力士。